# 陳金聲噴泉塔
陳金聲噴泉塔（英語：Tan Kim Seng Fountain）是新加坡的一座噴泉，於1882年為紀念著名慈善家陳金聲而興建。

## 外部連結
- NLB.GOV.SG （页面存档备份，存于）